# Auguste de Favereau
Pour les articles homonymes, voir Favereau.
 Auguste Charles Marie de Favereau, né à Énneille (Grandhan), le 12 août 1796 et y décédé le 29 mai 1867, est un homme politique belge francophone libéral.

## Biographie
Propriétaire terrien, il est membre du parlement,,.